# Tidyverse
Tidyverse（タイディーヴァース）は、tidy dataの「基礎となる設計哲学、文法、およびデータ構造を共有する」オープンソースRパッケージのコレクションである。ハドリー・ウィッカムらによって導入された。
ggplot2、dplyr、tidyr、readr、purrr、tibble、stringr、forcats、といったコアパッケージがあり、データのモデル化、変換、視覚化といった機能を提供する。
2018年11月の時点で、tidyverseパッケージとその個々のパッケージの一部は、最もダウンロードされたRパッケージのトップ10のうち5つを構成しており、書籍や論文で広く議論されている。